# برج برزان
برج برزان والمعروف أيضا باسم أبراج قلعة أم صلال محمد هو برج مراقبة بُني في أواخر القرن التاسع عشر وتم تجديده في عام 1910 من قبل محمد بن قاسم آل ثاني. يقع في الجانب الجنوبي من النظام الدفاعي الذي أنشئ في نهاية القرن التاسع عشر وبدء القرن العشرين لحماية الروضة وهي وادي تتجمع فيه مياه الأمطار الثمينة عندما تتدفق من أعلى الأرض. في اللغة العربية فإن كلمة «برزان» تعني «المكان المرتفع».
تم ترميم المباني في عام 2003. يبلغ ارتفاع الأبراج 16 متر (52.49 قدم). ترتبط القلعة بقلعتين أخريين نحو الغرب وبرج آخر باتجاه الشمال. برج برزان بني بالقرب من البحر لإبقاء عين الملاحظ على غواصي اللؤلؤ ونظرة لاقتراب السفن ومرصد لتتبع القمر. أعيد بناء برج برزان مع ميزات مثل مكيفات الهواء.
بني في الأصل من الصخور المرجانية والحجر الجيري وصُمم الهيكل حسب التصاميم وأساليب البناء القطرية التقليدية بما في ذلك «مرازيم» خشبية لاستنزاف مياه الأمطار خلال العواصف بعيدا عن جدران المبنى وغرفة «مجلس» بين الأبراج لاستقبال الضيوف والسقف ذو الأربع طبقات مع «دنجل» خشبي ومنسوجات «باسغيجل» بشرائط الخيزران وشبكة المنغروف وطبقة من الطين المضغوط.

## التاريخ
بُنيت أبراج برزان في أواخر القرن التاسع عشر وتم تجديدها من قبل محمد بن قاسم آل ثاني في أوائل القرن العشرين لتكون بمثابة أبراج مراقبة ضد الجنود العثمانيين القادمين. على الرغم من أن والده هزم العثمانيين قبل عدة سنوات في معركة الوجبة فقد ظل محمد ضجر من التوترات العسكرية المتجددة. كما استخدمها القطريون لرؤية القمر الجديد خلال شهر رمضان المبارك حيث كان تتبع القمر أمرا ضروريا. قامت السلطات القطرية بترميم الأبراج في عام 2003.

## الجغرافيا
يقع برج برزان في بلدة أم صلال محمد في بلدية أم صلال التي تبعد حوالي 10 كيلومتر عن الساحل و 15 كيلومتر شمال العاصمة الدوحة. على جانب واحد من الأبراج الضخمة منازل حديثة بينما من جهة أخرى توجد أكواخ مؤقتة. المنزل المحصن السابق أو الذي يشار إليه أحيانا باسم القلعة لقاسم بن محمد آل ثاني يقع بجانب الأبراج. كما يمكن العثور على واحة فريدة مليئة بالأشجار الخضراء والحيوانات وأشجار النخيل خلف الأبراج.

## البناء
أبراج برزان لها جدران ذات سماكة متر واحد خاصة في القاعدة وتعززها وتشددها الدعامات. أحد الأبراج لدى جدرانه شكل المخاريط والسلالم الضخمة والهائلة في الآخر. بنيت هذه الجدران عن طريق الدمج الأول ومزج قطع الخام من الحجارة المرجانية مع الحجر الجيري وتدعيم اثنين مع هاون الطين بعدها بطريقة أو بأخرى يشبه بناء جدران قلعة الزبارة. ثم تم تغطية الجدران بالجص القائم على الجبس الجاف. لدى أبراج برزان سقف الذي بني مع أربع طبقات. تتكون الطبقة الأولى من سلسلة من أعمدة الخشب «دنجل» والتي كانت ترسم أحيانا مع البيتومين للحماية. ثم تم تغطية أعمدة «الدنجل» بطبقة من «باسغيجل» وهي طبقة من شرائط الخيزران المنسوجة. أضيفت شبكة مصنوعة بعناية من فروع المنغروف تليها طبقة من الطين المضغوط لحماية الأبراج من الشمس خلال الصيف الحار. بنيت الأبراج أيضا مع بعض الميزات الخارجية مثل غرفة لاستقبال الضيوف تدعى المجلس الذي بني على شكل جناح على شكل حرف L مع نوافذ للتهوية ومسجد الذي يحتوي على غرفة الصلاة التي كانت تستخدم أيضا كمدرسة لتدريس القرآن الكريم للأطفال. أما المارازيم التقليدية فتحمي الأسطح الجدارية وتم بناؤها كقنوات خشبية تمتد من السطح لتصرف مياه الأمطار في حالة العواصف الرعدية التي تضرب.
تفتح أبراج برزان للزوار لمدة 24 ساعة. بينما تغلق العديد من المعالم المحيطة مثل منزل قاسم بن محمد آل ثاني وقلعة أم صلال وغيرها من الأبراج الإضافية من الحصون للزوار لأنها ملكية خاصة.

## معرض الصور
انقر على الصورة المصغرة للتكبير.

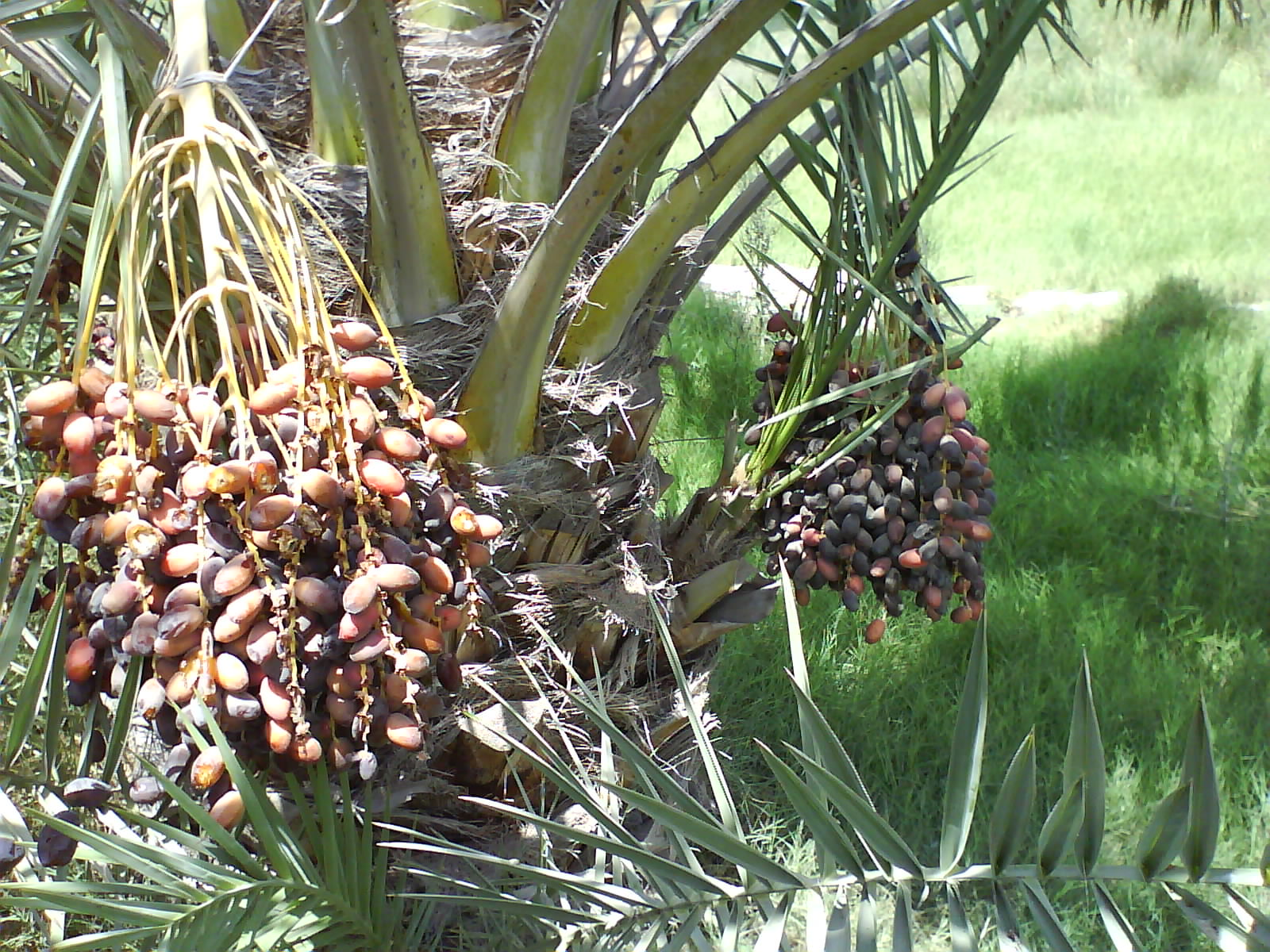
أشجار النخيل في الواحة بالقرب من أبراج برزان والتي تظهر علامات على الغطاء النباتي في الصحراء القاحلة.
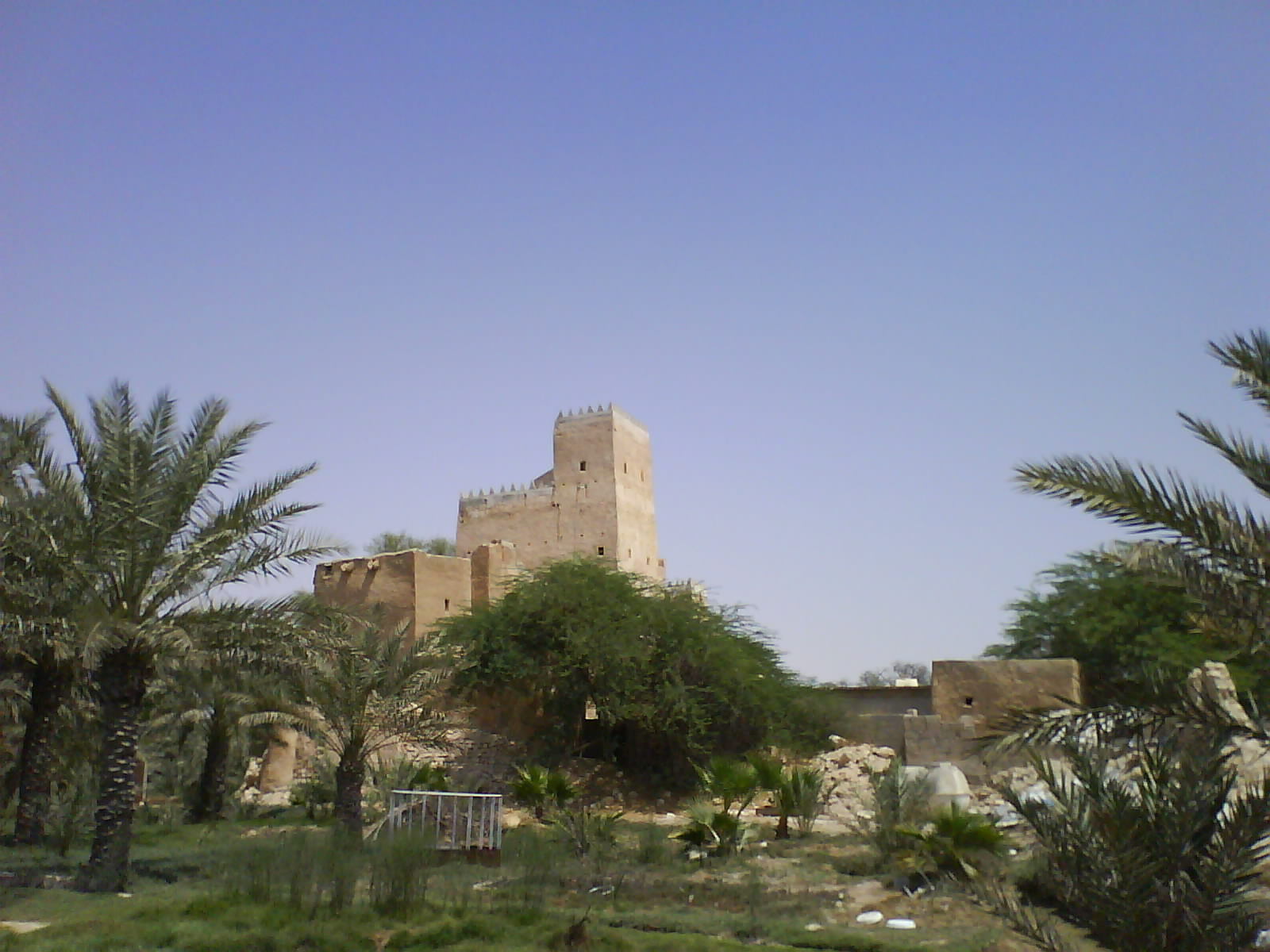
برج برزان (مع المخاريط) من الجانب.
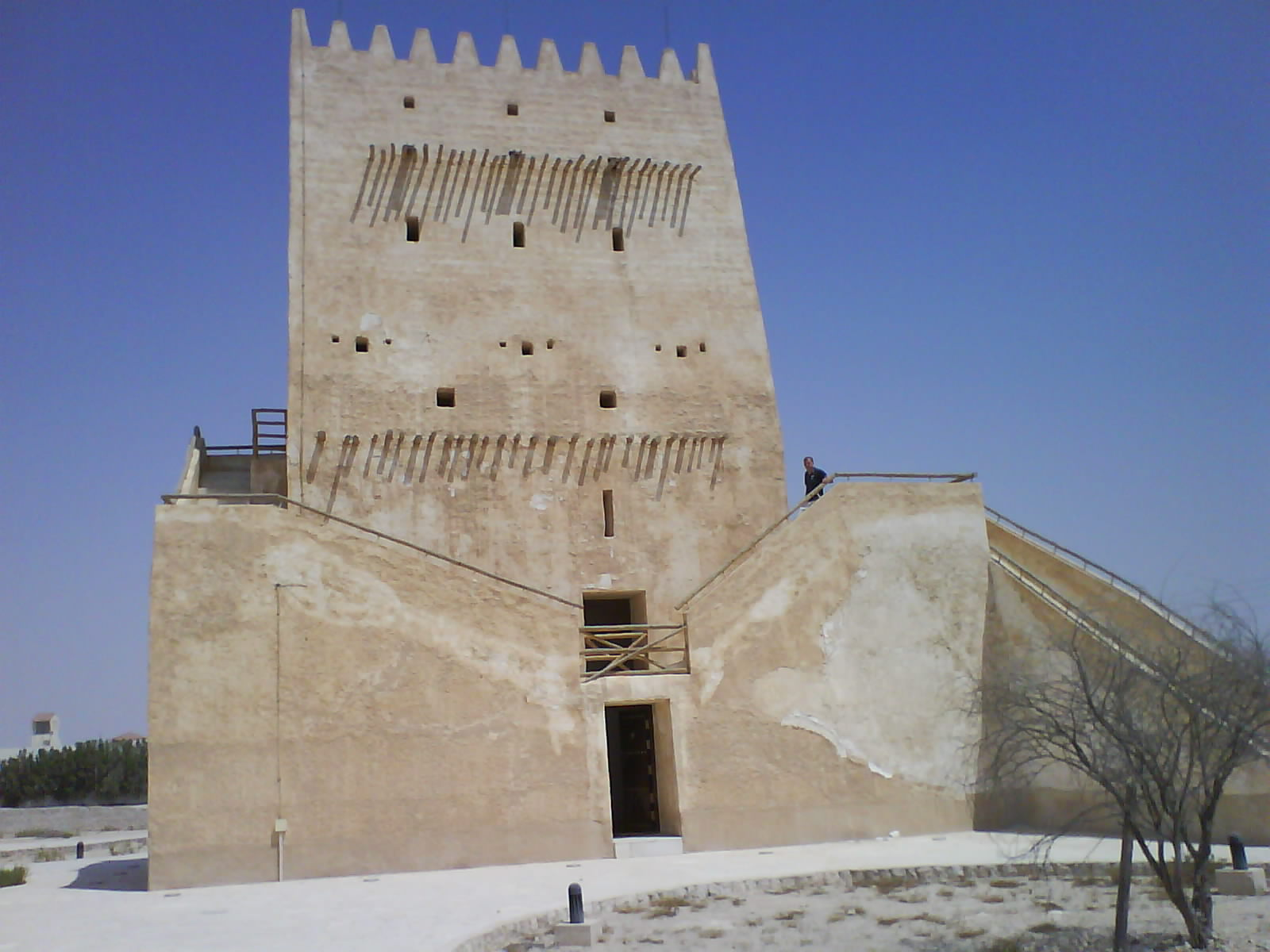
برج برزان (مع سلالم)
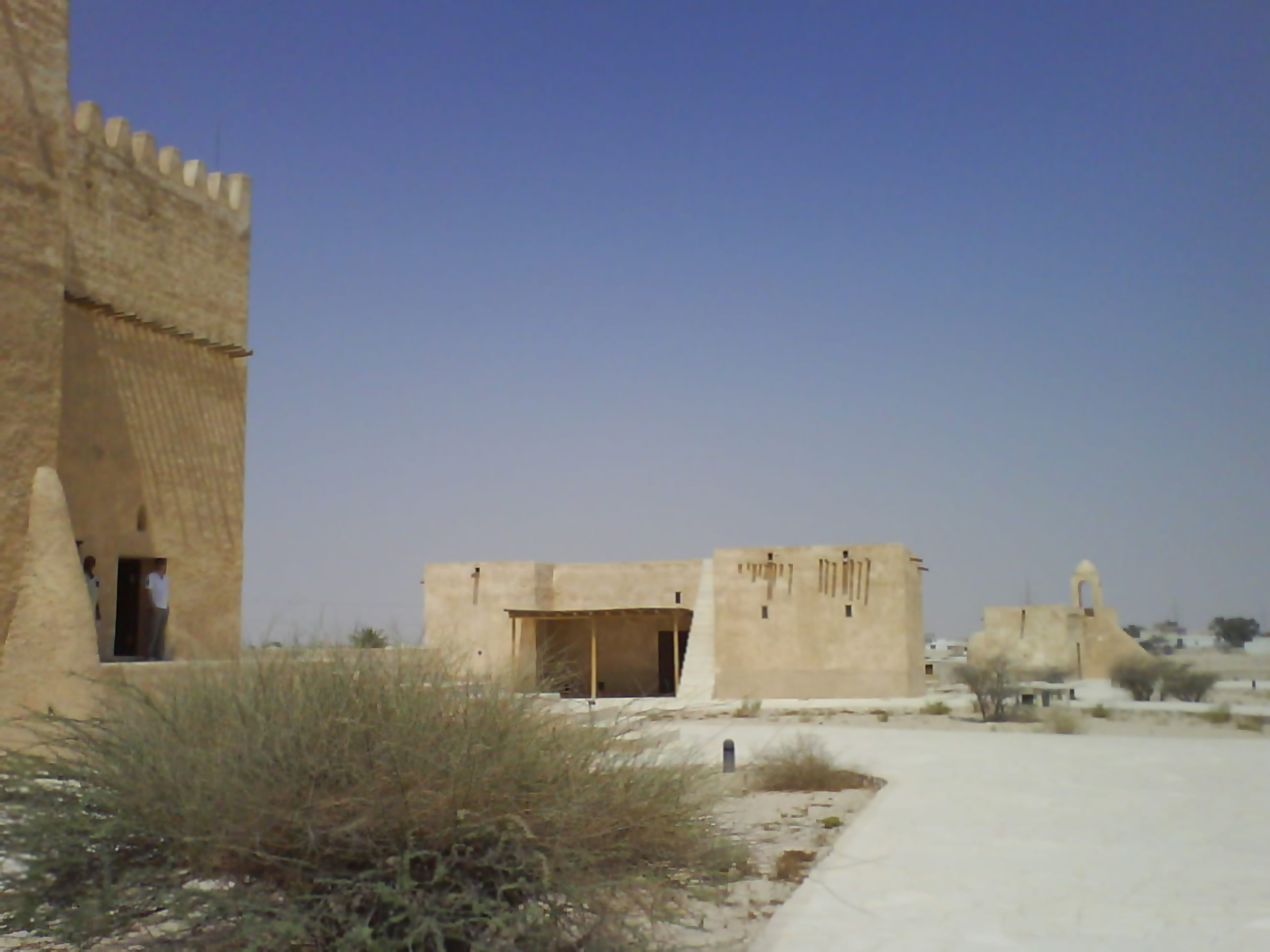
قلعة أم صلال محمد